# ホルヘ・アスコン
ホルヘ・アントニオ・アスコン・ナバーロ（Jorge Antonio Azcón Navarro、1973年11月21日 - ）は、スペイン・サラゴサ県サラゴサ出身の政治家。国民党(PP)所属。2019年から2023年までサラゴサ市長を務め、2023年からアラゴン州首相を務めている。

## 経歴
1973年11月21日、サラゴサ県サラゴサに生まれた。サラゴサ大学で法学の学位を取得し、都市計画の修士号を取得した。大学卒業後、住宅補助金を扱い企業のMRAで働いた。国民党(PP)青年局のサラゴサ県支部長とアラゴン州支部長を務めた。

### サラゴサ市議会議員
国民党のホセ・アタレスがサラゴサ市長を務めていた2000年から2003年、アスコンはサラゴサ市議会議員を務めた。2003年にスペイン社会労働党(PSOE)のフアン・アルベルト・ベリョックがサラゴサ市長に就任すると、アスコンはサラゴサ市議会議員を務めながら国民党議員団の副スポークスマンを務めた。2016年2月、国民党議員団のスポークスマンであるエロイ・スアレスが下院議員の仕事に専念するためにサラゴサを去った際、アスコンがスポークスマンに就任した。

### サラゴサ市長
2019年のサラゴサ市議会議員選挙では、ピラール・アレグリアが率いる社会労働党が第1党となったが、市長選出投票では8議席の国民党、6議席のシウダダノス、2議席のVoxがアスコンに投票し、アスコンがサラゴサ市長に就任した。サラゴサで左派以外から市長が選出されるのは16年ぶりのことだった。

### アラゴン州首相
2023年のアラゴン州議会議員選挙には国民党の筆頭候補（州首相候補）として出馬し、国民党は12議席増の28議席を獲得して第1党となった。アラゴン州首相を2期8年間務めた社会労働党のハビエル・ランバンが退任し、アスコンがアラゴン州首相に就任した。